# Appariement à 3 dimensions

Appariement à 3 dimensions. (a) Donnée T. (b)–(c) Deux solutions. (c) est de taille maximum.

En mathématiques, et notamment en théorie des graphes, un appariement à 3 dimensions (en anglais : 3-dimensional matching) est une généralisation du couplage (aussi appelé appariement en dimension 2 ) à une situation ternaire qui, techniquement, est celle des hypergraphes dits 3-uniformes. Trouver un appariement à 3 dimensions de taille maximum est un problème NP-difficile bien connu en théorie de la complexité informatique.

## Définition
Soient {\displaystyle X,Y} et {\displaystyle Z} trois ensembles finis disjoints, et soit {\displaystyle T} un sous-ensemble de {\displaystyle X\times Y\times Z}. Ainsi, {\displaystyle T} est composé de triplets {\displaystyle (x,y,z)}, avec {\displaystyle x\in X,y\in Y} et {\displaystyle z\in Z}. Une partie {\displaystyle M\subseteq T} est un appariement à 3 dimensions si la propriété suivante est vérifiée : pour toute paire de triplets {\displaystyle (x_{1},y_{1},z_{1})} et {\displaystyle (x_{2},y_{2},z_{2})} distincts de {\displaystyle M}, on a {\displaystyle x_{1}\neq x_{2}} ,{\displaystyle y_{1}\neq y_{2}} et {\displaystyle z_{1}\neq z_{2}}. En d'autres termes, si deux triplets diffèrent sur une composante, ils doivent différer sur toutes leurs composantes.

### Exemple
La figure à droite illustre un appariement à 3 dimensions. L'ensemble {\displaystyle X} est représenté par des points rouges, {\displaystyle Y} par des points bleus et {\displaystyle Z} par des points verts. La figure (a) montre l'ensemble {\displaystyle T} donné ; chaque triplet est dessiné dans une zone grisée. La figure (b) montre un appariement à 3 dimensions composé de deux éléments, et la figure (c) montre un appariement composé de trois éléments. 
L'appariement de la figure (c) est de taille maximum : il n'en existe pas de taille plus grande, alors que l'appariement de la figure (b), tout en n'étant pas de taille maximum, est maximal : il ne peut pas être agrandi en un appariement plus grand.

### Comparaison avec le couplage
Un couplage, ou appariement à 2 dimensions, peut être défini de manière tout à fait analogue : soient {\displaystyle X} et {\displaystyle Y} deux ensembles finis disjoints, et soit {\displaystyle T} une partie de {\displaystyle X\times Y}. Une partie {\displaystyle M\subseteq T} est un couplage si, pour toute paire de couples distincts {\displaystyle (x_{1},y_{1})} et {\displaystyle (x_{2},y_{2})} de {\displaystyle M}, on a {\displaystyle x_{1}\neq x_{2}} et {\displaystyle y_{1}\neq y_{2}}. 
Dans le cas de l’appariement en dimension 2, l'ensemble {\displaystyle T} peut être interprété comme l'ensemble des arêtes d'un graphe biparti {\displaystyle G=(X\cup Y,T)}, chaque arête de {\displaystyle T} reliant un sommet de {\displaystyle X} à un sommet de {\displaystyle Y}. Un appariement à 2 dimensions est alors couplage dans le graphe {\displaystyle G}, c'est-à-dire un ensemble d'arêtes deux-à-deux non adjacentes.
De même, un appariement à 3 dimensions peut être interprété comme une généralisation des couplages aux hypergraphes : les ensembles {\displaystyle X,Y} et {\displaystyle Z} contiennent les sommets, chaque triple de {\displaystyle T} est une hyper-arête, et l'ensemble {\displaystyle M} est formé d'hyper-arêtes deux-à-deux disjointes, c'est-à-dire sans sommet commun.

### Comparaison avec leset packing
Un appariement à 3 dimensions est un cas particulier du set packing: on peut interpréter chaque triplet {\displaystyle (x,y,z)} de {\displaystyle T} comme un sous-ensemble {\displaystyle \{x,y,z\}} de {\displaystyle X\cup Y\cup Z} ; un appariement à 3 dimensions {\displaystyle M} consiste alors en des sous-ensembles deux-à-deux disjoints.

## Problème de décision
En théorie de la complexité informatique, le problème de l'appariement à 3 dimensions est le nom du problème de décision suivant : étant donné un ensemble  {\displaystyle T} et un entier k; décider s'il existe un appariement à 3 dimensions {\displaystyle M\subseteq T} avec au moins k éléments.
Ce problème de décision est connu pour être NP-complet : c'est l'un des fameux 21 problèmes NP-complets de Karp. Il existe toutefois des algorithmes polynomiaux pour ce problème dans des cas particuliers, comme celui des hypergraphes « denses »,.
Le problème est NP-complet même dans le cas particulier où {\displaystyle k=|X|=|Y|=|Z|},,. Dans ce cas, un appariement à 3 dimensions n'est pas seulement un set packing mais aussi un problème de la couverture exacte : l'ensemble {\displaystyle M} couvre chaque élément de {\displaystyle X,Y} et {\displaystyle Z} une fois exactement.

## Problème d'optimisation
Un appariement à 3 dimensions maximum est un appariement à 3 dimensions de taille maximum. En théorie de la complexité, c'est aussi le nom du problème d'optimisation combinatoire suivant : étant donné {\displaystyle T}, trouver un appariement à 3 dimensions {\displaystyle M}  de taille maximum. 
Comme le problème de décision est NP-complet, le problème d'optimisation est NP-difficile, et il n'existe donc vraisemblablement pas d'algorithme polynomial pour trouver un appariement à 3 dimensions maximum, alors qu'il existe des algorithmes efficaces en temps polynomial pour la dimension 2, comme l'algorithme de Hopcroft et Karp.

### Algorithmes d'approximation
Le problème est APX-complet ; en d'autres termes, il est difficile de l'approximer avec un facteur constant,,. En revanche, pour toute constante {\displaystyle \varepsilon >0}, il existe un algorithme d'approximation en temps polynomial de facteur {\displaystyle 3/2+\varepsilon },.
Il existe un algorithme polynomial très simple pour calculer une appariement à 3 dimensions avec un facteur d'approximation 3 : il suffit de trouver un appariement à 3 dimensions quelconque qui ne peut être augmenté (un appariement maximal). Il n'est pas forcément maximum, mais tout comme une couplage maximal est un couplage maximum à un facteur 1/2 près, un appariement à 3 dimensions maximal est maximum à un facteur 1/3 près.